# Aufstand der Linken Sozialrevolutionäre

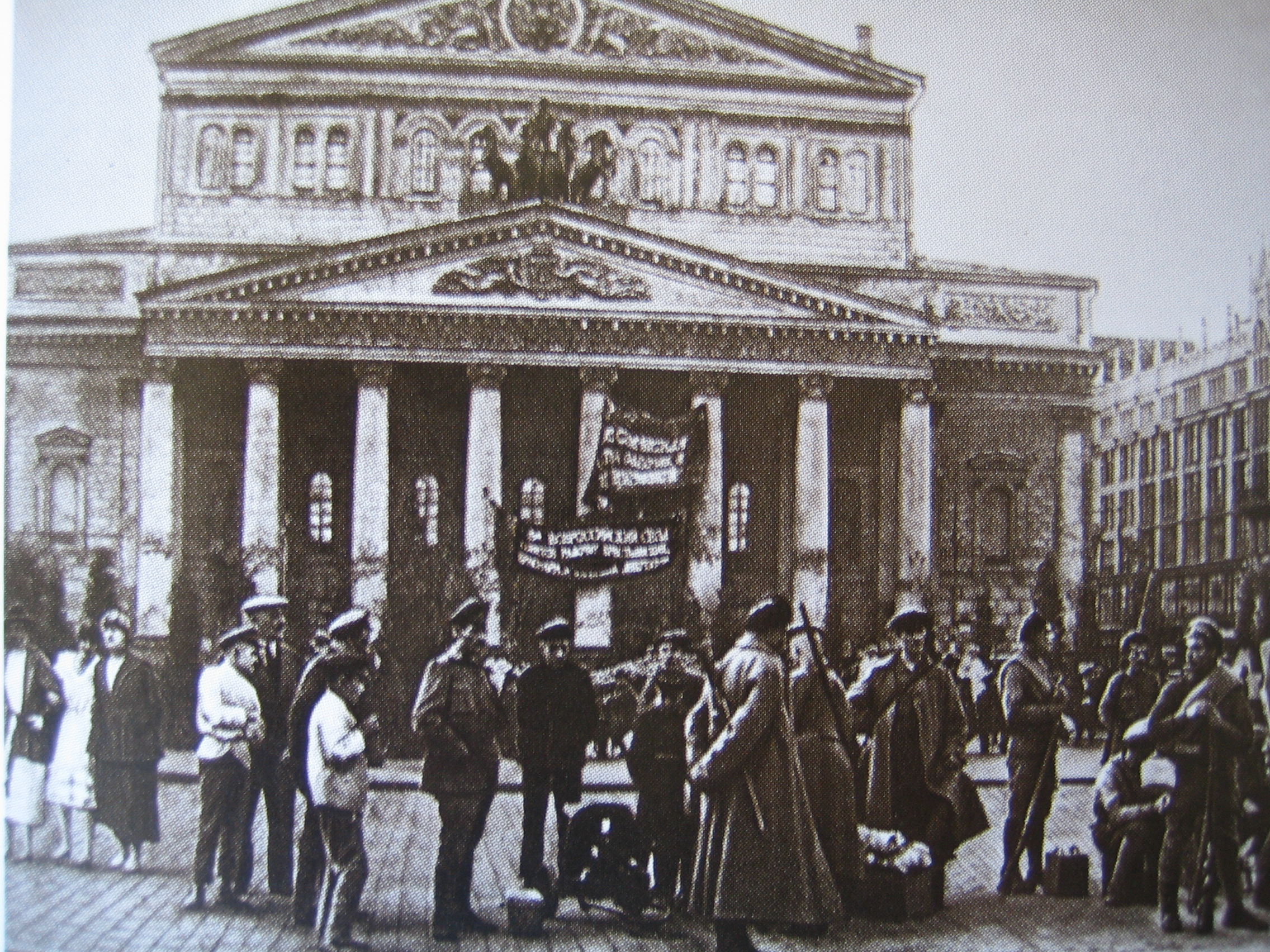
Lettische Schützen bewachen während des V. Sowjetkongresses das Bolschoi-Theater

Der Aufstand der Linken Sozialrevolutionäre war einer von mehreren Aufständen nichtkommunistischer linker Gruppen in Sowjetrussland zur Zeit des Russischen Bürgerkriegs. Er fand vom 6. bis zum 7. Juli 1918 in Moskau statt und hatte das Ziel, das Land zurück in den Krieg gegen die Mittelmächte zu führen.

## Hintergrund
Nach der Oktoberrevolution von 1917 hatten die Linken Sozialrevolutionäre zunächst mit den Bolschewiki im Rat der Volkskommissare sowie in den Sowjets und in der Tscheka kooperiert. Dies änderte sich nach dem erzwungenen Friedensvertrag von Brest-Litowsk vom März 1918, den die Linken Sozialrevolutionäre wie die Mehrheit der Bevölkerung ablehnten. Danach kündigten die Linken Sozialrevolutionäre die Zusammenarbeit mit den Bolschewiki auf, blieben aber weiterhin in der Tscheka vertreten. Ihr Hass richtete sich besonders gegen die deutsche Gesandtschaft um Wilhelm Graf von Mirbach-Harff und deren Zusammenarbeit mit den Bolschewiki. Weitere Gründe für den Aufstand waren die rücksichtslosen Methoden, die die Bolschewiki zur Festigung ihrer Herrschaft anwandten, wie der Ausschluss der Sozialrevolutionäre und der Menschewiki aus den Sowjets, die Aburteilung politischer Gegner, die Getreiderequirierungen durch bewaffnete Arbeiter in den Dörfern und die Einführung der „Komitees der Dorfarmut“. Die Linken Sozialrevolutionäre legten Wert darauf, keinen Aufstand gegen die Bolschewiki selbst zu führen, und lehnten die Übernahme der Macht in Russland ab. Stattdessen sollte ihr Aufstand als Fanal dienen, der die Bolschewiki auf den richtigen Pfad der Revolution zurückführen sollte.
Dazu gehörte nach ihrer Auffassung, wieder in den Krieg gegen das Deutsche Reich einzutreten. Eine deutsche Kriegserklärung sollte durch Anschläge auf Vertreter des „deutschen Imperialismus“ provoziert werden. Am 24. Juni 1918 beschloss das Zentralkomitee der Linken Sozialrevolutionäre, auf dem bevorstehenden V. Allrussischen Rätekongress einen entsprechenden Antrag einzubringen. Im Falle von dessen Ablehnung sollte der bewaffnete Aufstand beginnen, zu dessen Koordinierung ein dreiköpfiges Komitee aus Marija Spiridonowa, I.A. Majorow und L.D. Golubowski gebildet wurde.

## Konfrontation auf dem V. Allrussischen Sowjetkongress
Auf dem V. Allrussischen Sowjetkongress, der am 4. Juli 1918 im Bolschoi-Theater begann, verfügten die Linken Sozialrevolutionäre über eine starke Minderheit von rund 40 % der Delegierten. Sofort nach Eröffnung des Kongresses lieferten sich beide Seiten Rededuelle, in denen sie die Verfehlungen der jeweils anderen Seite anprangerten. Während die Linken Sozialrevolutionäre die Bolschewiki des Verrats der Revolution und der Schürung eines Konfliktes zwischen Stadt und Land bezichtigten, warfen die Bolschewiki ihren Gegnern vor, zur Wiederaufnahme des Krieges aufzurufen. Der Antrag der Linken Sozialrevolutionäre zur Annullierung des Vertrags von Brest-Litowsk und zur Kriegserklärung an Deutschland wurde von der bolschewistischen Mehrheit der Kongressteilnehmer abgelehnt, worauf die Linken Sozialrevolutionäre aus Protest den Saal verließen.
Am Abend des 4. Juli bestellte Spiridonowa das Mitglied der Tscheka Jakow Bljumkin laut dessen späterer Aussage zu sich und beauftragte ihn, die Ermordung des deutschen Botschafters Mirbach-Harff durchzuführen. Diese sollte als Signal für den Aufstand dienen. Bljumkin erbat sich eine Vorbereitungszeit von einem Tag, um Waffen und gefälschte Dokumente zu beschaffen. Der 6. Juli schien ein günstiges Datum für den Aufstand zu sein, da die für die Verteidigung der Moskauer Regierung zuständigen Lettischen Schützen an diesem Tag auf dem Chodynkafeld vor den Toren Moskaus einen lettischen Feiertag begehen wollten. Laut Jukums Vācietis waren die meisten lettischen Einheiten zu diesem Zeitpunkt bereits an die Ostfront abkommandiert worden, um im Wolgagebiet gegen die aufständischen Tschechoslowakischen Legionen zu kämpfen.

## Ermordung des deutschen Botschafters

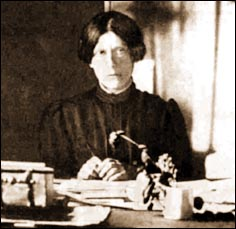
Marija Spiridonowa

Am 6. Juli gegen 14:15 Uhr meldeten sich Bljumkin und ein weiterer Agent namens Nikolai Andrejew in der deutschen Botschaft für ein Gespräch mit Botschafter Mirbach-Harff in einer angeblich persönlichen Angelegenheit an. Dabei zeigten sie gefälschte Beglaubigungsschreiben des Chefs der Tscheka, Felix Dserschinski, vor. Zunächst empfangen von Botschaftsrat Kurt Riezler, ließen sie sich nicht abwimmeln und verlangten, mit Mirbach-Harff persönlich zu sprechen, angeblich in der Angelegenheit eines Verwandten des Botschafters, der wegen Spionageverdachts verhaftet worden sei. Als Mirbach-Harff schließlich erschien und die Besucher aufforderte, ihm nähere Einzelheiten des Falls schriftlich zukommen zu lassen, zog Bljumkin einen Revolver und schoss auf die Anwesenden Riezler, Mirbach-Harff und den Dolmetscher Leutnant Müller, ohne zu treffen. Als Mirbach-Harff versuchte, ins Obergeschoss zu entkommen, wurde er von hinten durch Andrejew erschossen. Daraufhin flüchteten die Attentäter, wobei sie zwei Handgranaten warfen, und bestiegen ein wartendes Fluchtauto. Mirbach-Harff erlag seinen Verletzungen gegen 15:15 Uhr.
Das Botschaftspersonal versuchte zunächst vergeblich, die Sowjetbehörden telefonisch von dem Anschlag zu unterrichten, da die Leitungen unterbrochen waren. Der Vertreter der Obersten Heeresleitung Karl von Bothmer, der sich wegen der noch nicht abgeschlossenen Verhandlungen in Moskau befand, wurde schließlich zum Sitz des Außenkommissariats geschickt, wo er Lew Karachan die Vorkommnisse schilderte. Funktionäre der Sowjetregierung besuchten noch am gleichen Nachmittag den Anschlagsort, inklusive Lenins, der auf Drängen Riezlers erschien und sich für das Attentat entschuldigte.

## Weiterer Verlauf des Aufstands
Dserschinski, der sich von der Authentizität der deutschen Darstellung überzeugt hatte, begab sich zum Gefechtsstand der Tscheka in der Pokrowkaserne und verlangte die Auslieferung der dort versteckten Attentäter. Stattdessen wurde er selbst von den Mitkonspirateuren unter Dmitri Popow als Geisel genommen. Er sollte für die Sicherheit der sozialrevolutionären Führer bürgen, die sich zum Sowjetkongress begeben hatten, um über das Ereignis zu berichten. Als Lenin hiervon erfuhr, argwöhnte er einen Verrat der Tscheka und verfügte ihre Auflösung. Der Lette Martyn Lazis sollte eine neue Sicherheitspolizei organisieren, jedoch fiel auch er den Aufständischen in die Hände. Am selben Abend nahmen mit den Aufständischen sympathisierende Matrosen und Soldaten einige Dutzend bolschewistische Funktionäre als Geiseln. Etwa 2000 Bewaffnete hatten sich auf die Seite der Linken Sozialrevolutionäre geschlagen, die über mehrere Geschütze und Panzerwagen und 64 Maschinengewehre verfügten. Eine Abteilung begab sich zum Hauptpost- und Telegrafenamt und richtete Aufrufe an die Arbeiter, Bauern und Soldaten im ganzen Land. Ein Versuch, den Kreml zu besetzen, wie von den Bolschewiki befürchtet, wurde von den Aufständischen nicht unternommen.
Am Abend wurde das Bolschoi-Theater von lettischen Einheiten unter Jakow Peters umstellt und die bolschewistischen Abgeordneten verließen das Gebäude. Gegen Mitternacht bestellte Lenin den Kommandeur der Lettischen Schützen Jukums Vācietis zu sich und beauftragte ihn mit der Niederschlagung des Aufstands. Vācietis’ Truppen in Stärke von etwa 3300 Mann rückten auf Popows Hauptquartier vor und nahmen es nach fruchtlosen Verhandlungen unter Artilleriebeschuss. Daraufhin ergab sich das sich im Gebäude aufhaltende Zentralkomitee der Linken Sozialrevolutionäre. Die Geiseln wurden unverletzt befreit und die Anführer der Aufständischen in den folgenden Tagen verhaftet.

## Folgen
Etwa  650 Linke Sozialrevolutionäre wurden als Folge des Aufstandes verhaftet. Bolschewistische Meldungen, 200 von ihnen seien erschossen worden, stellten sich später als unwahr heraus. Lediglich einige aufständische Matrosen wurden hingerichtet. Die Anführer des Aufstands wurden stattdessen nach Richard Pipes mit „höchst ungewöhnlicher Nachsicht“ behandelt. Weder die Partei der Linken Sozialrevolutionäre noch ihre Zeitung wurden verboten. Jedoch wurde die Partei Repressalien unterzogen und ihre Mitglieder aus den Sowjets und aus der Tscheka ausgeschlossen. Die Mitglieder des Zentralkomitees gingen zumeist in den Untergrund. Spiridonowa wurde im Kreml inhaftiert und im November 1918 mit einer weiteren Angeklagten zu einer einjährigen Haftstrafe verurteilt, die sie nur zum Teil verbüßte. Der Rest des ZK wurde in Abwesenheit zu dreijähriger Haft verurteilt. Es bildeten sich Splittergruppen wie die Narodniki-Kommunisten und die Partei der Revolutionären Kommunisten, die sich später der Kommunistischen Partei anschlossen. Der Aufstand beförderte somit die schon zuvor begonnene Entwicklung hin zu einem Einparteiensystem.
Die Tscheka wurde von Jakow Peters als rein kommunistische Organisation reformiert. Erst im August 1918 übernahm der suspendierte Dserschinski wieder ihre Leitung. Nach Attentaten auf Lenin und den Chef der Petrograder Tscheka Moissei Urizki am 30. August 1918 wurde die Politik des „Roten Terrors“ zur offiziellen Richtlinie erhoben.
Weitere Aufstände im Juli 1918 werden in der Forschung zuweilen im Zusammenhang mit dem Moskauer Putsch der Linken Sozialrevolutionäre betrachtet. So erklärte der Linke Sozialrevolutionär und Leiter der Operationen der Roten an der Ostfront Michail Murawjow seine Unterstützung für den Moskauer Aufstand. Er setzte kommunistische Kommissare gefangen und erlaubte den Tschechoslowakischen Legionen die Einnahme von Simbirsk. Er wurde am 11. Juli beim Versuch seiner Festnahme erschossen. Ferner brach am 6. Juli ein von Boris Sawinkow organisierter antibolschewistischer Aufstand in Jaroslawl, später auch in Murom und Rybinsk aus. Letzteres wird jedoch zumeist als zufälliges Zusammentreffen gewertet.